# NGC 6655
NGC 6655 é uma estrela dupla na direção da constelação do Escudo. Foi descoberto pelo astrônomo alemão Friedrich August Theodor Winnecke em 1855.